# Violette Morris
Pour les articles homonymes, voir Morris.
Cet article possède un paronyme, voir Violette Maurice.
Violette Morris, dite « la Morris », née le 18 avril 1893 dans le 6e arrondissement de Paris et abattue par un groupe de maquisards le 26 avril 1944 sur une route de campagne aux environs de Lieurey dans l'Eure, est une championne sportive, artiste de cabaret, espionne et collaborationniste française dans la seconde partie de sa vie. 
Sportive puissante et complète, Violette Morris multiplie les performances remarquables dans les années 1920. Athlète émérite, elle détient les records du monde du lancer du disque et du lancer du poids et remporte dans les deux disciplines les premières Olympiades féminines en 1921 et 1922. Au football, elle est capitaine de l'Olympique et remporte le titre de championne de France et de la Coupe la Française en 1925. Talentueuse pilote de course, elle remporte le Bol d'or automobile en 1927. Elle devient la sportive la plus titrée, hommes et femmes confondus. 
Habillée en homme, cigarette à la bouche, Violette Morris a un comportement qui dérange. Alors qu’elle se voit retirer ses licences, elle intente un procès, le retentissant « procès du pantalon », à la Fédération française sportive féminine et est déboutée en 1930. Empêchée de disputer les Jeux olympiques d'été de 1928, exclue du monde sportif, elle ouvre un magasin d’accessoires automobiles qu'elle cède en 1931. Violette Morris acquiert alors une péniche, La Mouette, sur laquelle elle vit avec Yvonne de Bray. Elle se lancera dans le milieu du cabaret comme chanteuse.  
Pendant la Seconde Guerre mondiale, elle est chauffeur de Christian Sarton du Jonchay et directrice d'un garage réquisitionné par la Luftwaffe, sur le boulevard Pershing, avant d'être tuée par balles par les hommes du maquis Surcouf. Les raisons de son assassinat sont débattues : certains historiens défendent une thèse d'assassinat motivée par son rôle d'espionne et sa collaboration avec la Gestapo française, d'autres défendent la thèse d'une erreur de cible de la part des maquisards.

## Biographie

### Jeunesse et débuts sportifs
Fille du baron Pierre Jacques Morris, capitaine de cavalerie en retraite, et d’Élisabeth Marie Antoinette Sakakini, dite « Betsy Sakakini », riche héritière d'origine levantine, Émilie Paule Violette Morris naît le 18 avril 1893 au 61 rue des Saints-Pères dans le 6e arrondissement de Paris. Elle grandit dans une famille militaire, son grand-père paternel est le général Louis-Michel Morris et elle a un oncle amiral. Sa grand-mère paternelle est tunisienne et sa grand-mère maternelle, juive, est originaire de Constantine. Elle a une sœur aînée, Louise, née en 1891. 
Violette Morris apprend à monter à vélo à dix ans sur la bicyclette d'un peintre qui ravale la maison familiale. Envoyée au couvent de l’Assomption de Huy en Belgique, elle est éduquée à la pratique sportive par les religieuses, la plupart Anglaises, comme le basket-ball, le hockey et le cricket,,. À la sortie du couvent, passionnée de sport, elle se consacre à la boxe anglaise, s'entraînant avec Émile Maitrot, Frank Klaus et Billy Papke.
En 1913, elle arrive cinquième au championnat de France de grand fond, disputé sur une distance de 8 km à la nage. Seule compétitrice, elle remporte la catégorie féminine avec un temps de 2 h 28, derrière le vainqueur Léon Barrière et ses 1 h 56. Membre de l'Étoile Parisienne, un club sportif féminin, elle s'essaie à de nombreux sports.

### Mariage et Première Guerre mondiale
Mariée le 22 août 1914 à Cyprien Édouard Joseph Gouraud à la mairie du 8e arrondissement de Paris, à l’âge de 21 ans, ils divorceront en mai 1923,. Il est probable que Morris se soit mariée dans le cadre d’un mariage arrangé pour suivre les choix de sa famille : elle est en effet déjà ouvertement lesbienne à cette époque. Trois jours après leur mariage, son mari est mobilisé et envoyé au front. Quant à elle, elle est volontaire pour être ambulancière et se retrouve sur le front de la Somme, puis estafette sur le front de Verdun « pour porter des ordres, tous les jours, sur les points précis d'un circuit qui passait par Noyon, Compiègne, Ham, Soissons, Meaux, Villers-Cotterêts »,,. Elle passe six mois dans un hôpital, ayant attrapé une bronchite et une pleurésie. En 1918, son père meurt ; l’héritage lui permet de conserver un train de vie confortable tout en se consacrant au sport à temps plein.  Dès son retour à la vie civile en 1919, et arguant qu’elle portait déjà un uniforme masculin pendant la guerre, elle commence à s'habiller comme un homme au quotidien, sans demander de permission de travestissement.

### Athlète reconnue

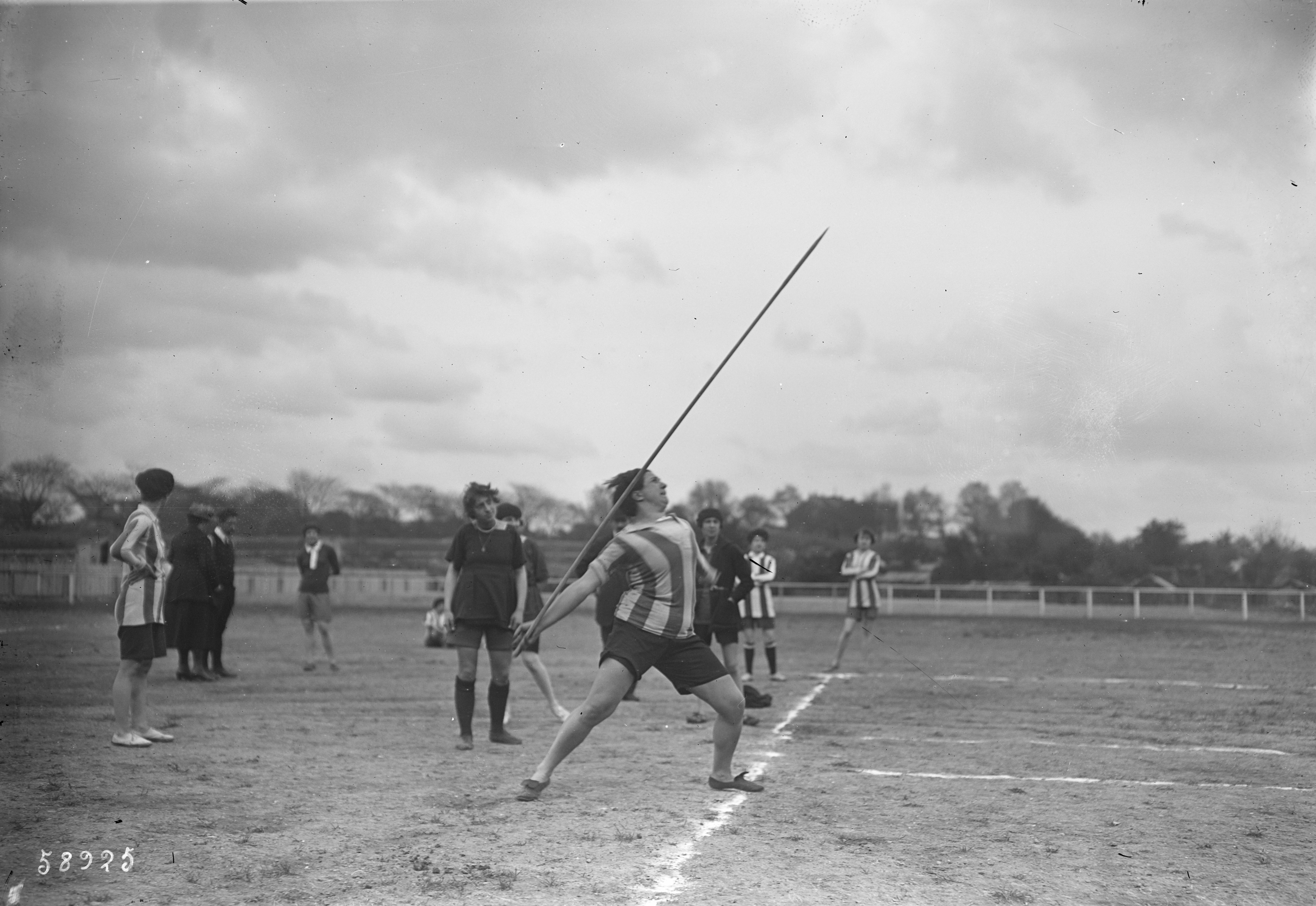
Violette Gouraud-Morris s'entraîne au lancer du javelot au stade Élisabeth.

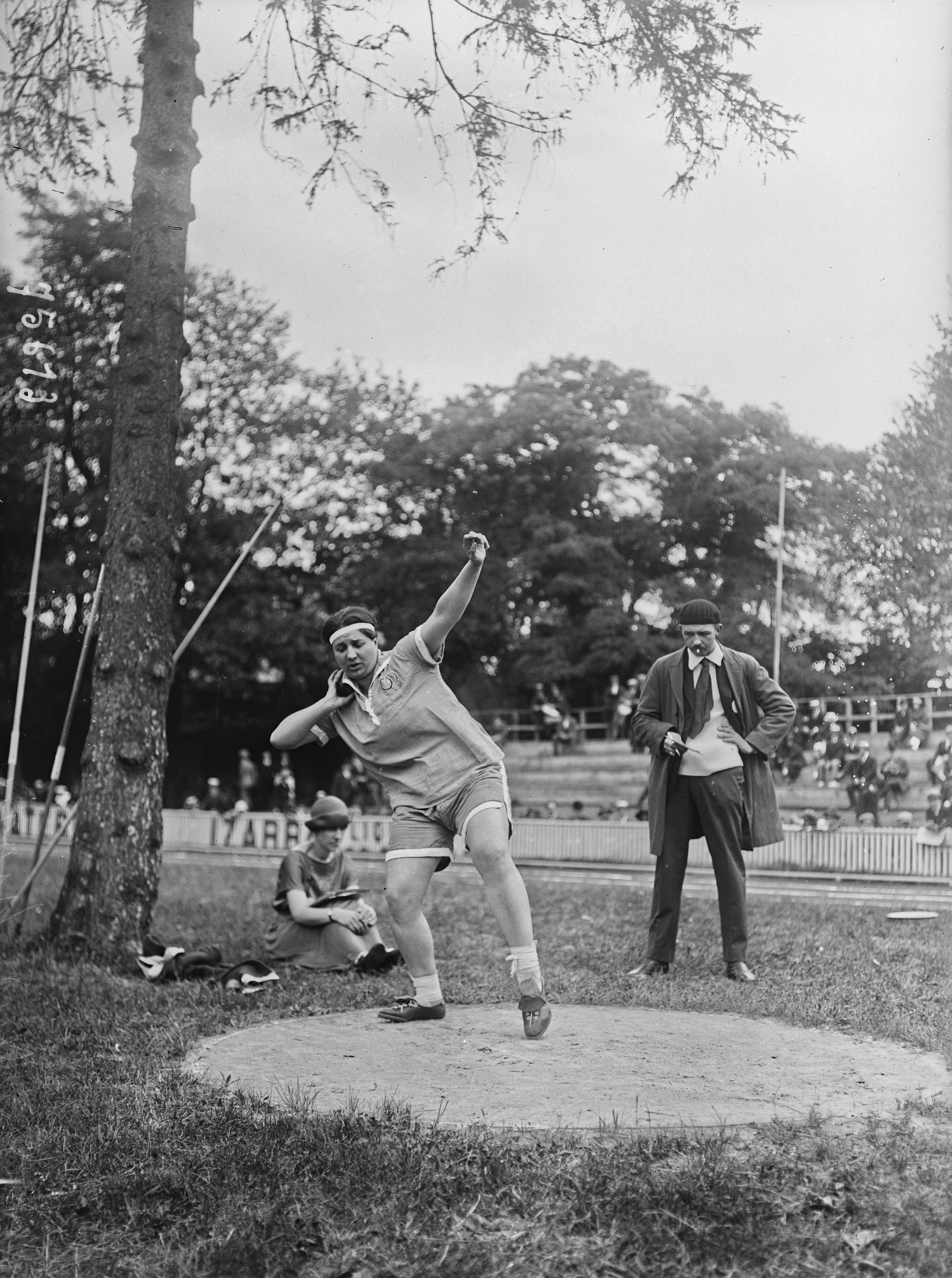
Au lancer du poids à Colombes en 1922.

En 1917, Violette Gouraud-Morris commence le lancer du poids dans le club du Fémina Sports de Paris où elle reste licenciée jusqu’en 1919. En 1919, elle intègre la Fédération française sportive féminine. Elle rejoint l'Olympique de Paris en 1920 et s'entraîne auprès de Raoul Paoli. En mai 1920, Violette Gouraud-Morris porte le record du lancer de javelot à deux bras additionnés à 40,45 m.
Elle participe aux Jeux mondiaux féminins à Monte-Carlo en 1921, où elle remporte le poids et le javelot en battant le record européen sur les deux disciplines. Au lancer du poids, sur l’addition de lancers des deux bras, l'athlète réussit une performance de 16,29 m, loin devant ses concurrentes,. Au lancer du javelot, elle réussit un cumul de 41,53 m. 

« Dans les lancements enfin, nous possédons en Mme Gouraud-Morris un véritable phénomène. Elle est d'ailleurs une sportive dans toute l’acception du mot […]. Elle a remporté des succès dans les sports les plus divers, mais ses plus beaux exploits ont été accomplis au poids et au javelot. Elle a lancé le poids de 5 kilogrammes, les deux mains additionnées, à 16 m 99, le poids d'une main à 9 m 04, le javelot (deux mains) à 46 m 04, le javelot d'une main à 29 m 934. Les records américains sont les suivants : javelot, 29 m 931 par Rhea Reidel, poids de 5 kg 442 : 8 m 635. Le record allemand du poids de 5 kilogrammes est de 8 m 85 par Théa Barschow. Le record autrichien du poids de 5 kilogrammes est de 7 m 55 par K. Bilda. On voit quelle grande athlète est Mme Gouraud-Morris. »

— Jacques Mortane, La Vie au grand air, septembre 1921.
Elle remporte ensuite les championnats de France d'athlétisme de 1922. Lors des Jeux mondiaux féminins 1922, l’or au poids puis au disque l’année suivante. En 1926, Violette Morris dit n'avoir subi qu’une défaite, en 1922 contre une Américaine qui bat son lancer de trente centimètres,. Sa grande rivale au poids est Lucienne Velu.
En 1926, la Fédération française sportive féminine lui préfère Lucie Petit lors d'épreuves internationales organisées en Suède, justifiant que la Commission des mœurs n’admet plus les sportives qui ne satisfont pas les exigences vestimentaires de la Fédération : Violette Morris se voit reprocher de se vêtir de costumes de sport masculins et son amie Marguerite Patouillet de montrer ses bras nus. Violette Morris se questionne dans la presse : « M'a-t-on disqualifiée pour avoir réclamé l’argent qui m'avait été promis pour mes déplacements, ou pour n’avoir pas été chercher mes prix de France-Belgique ? Ce serait enfantin… ».
En 1927, brimée par la Fédération féminine qui refuse de lui accorder une licence à la Clodo, club sportif qu'elle souhaite rejoindre, Violette Morris accuse Édouard Domenc, dirigeant des Cadettes de Gasgogne et dirigeant fédéral, d'avoir insisté auprès des instances de la Fédération pour lui refuser sa licence dans son nouveau club.

### Joueuse de football

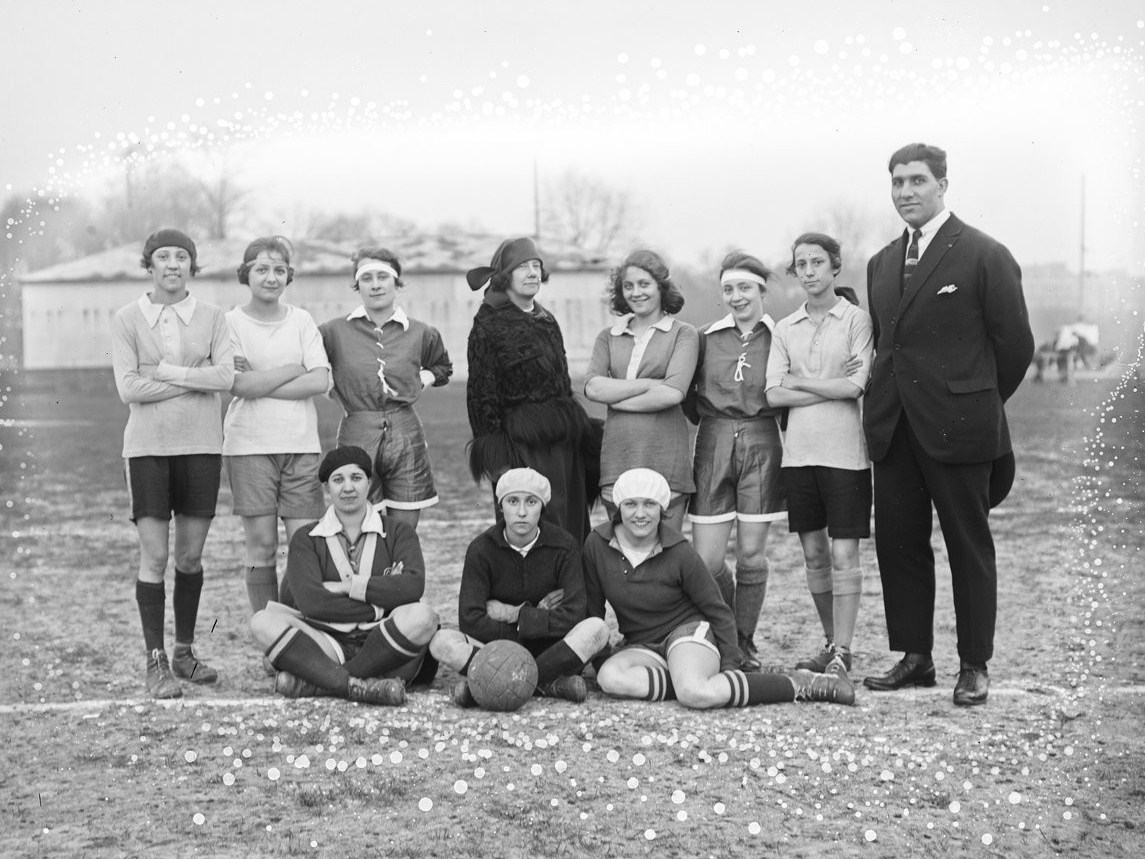
Violette Morris (première joueuse assise en partant de la gauche) joue au football pour l'Olympique, ici en 1922.

En 1918, Violette Morris participe au premier match officiel féminin de football en France. De tous les sports, le football est son préféré et elle joue assidument au début des années 1920 comme demi-centre, avant-centre voire arrière droit ou gauche, pour l'Olympique. Capitaine de l’équipe, elle contribue aux succès de son équipe en 1925 dans le Championnat de Paris, la Coupe la Française et le Championnat de France, ce dernier remporté sur tapis vert après la suspension de Nova Femina.
En 1926, elle est interdite de football, accusée d’avoir poussé ses coéquipières à se doper, d’avoir réfuté des décisions d’arbitres et de ne pas être intervenue quand une coéquipière a frappé un arbitre.

### Pilote automobile

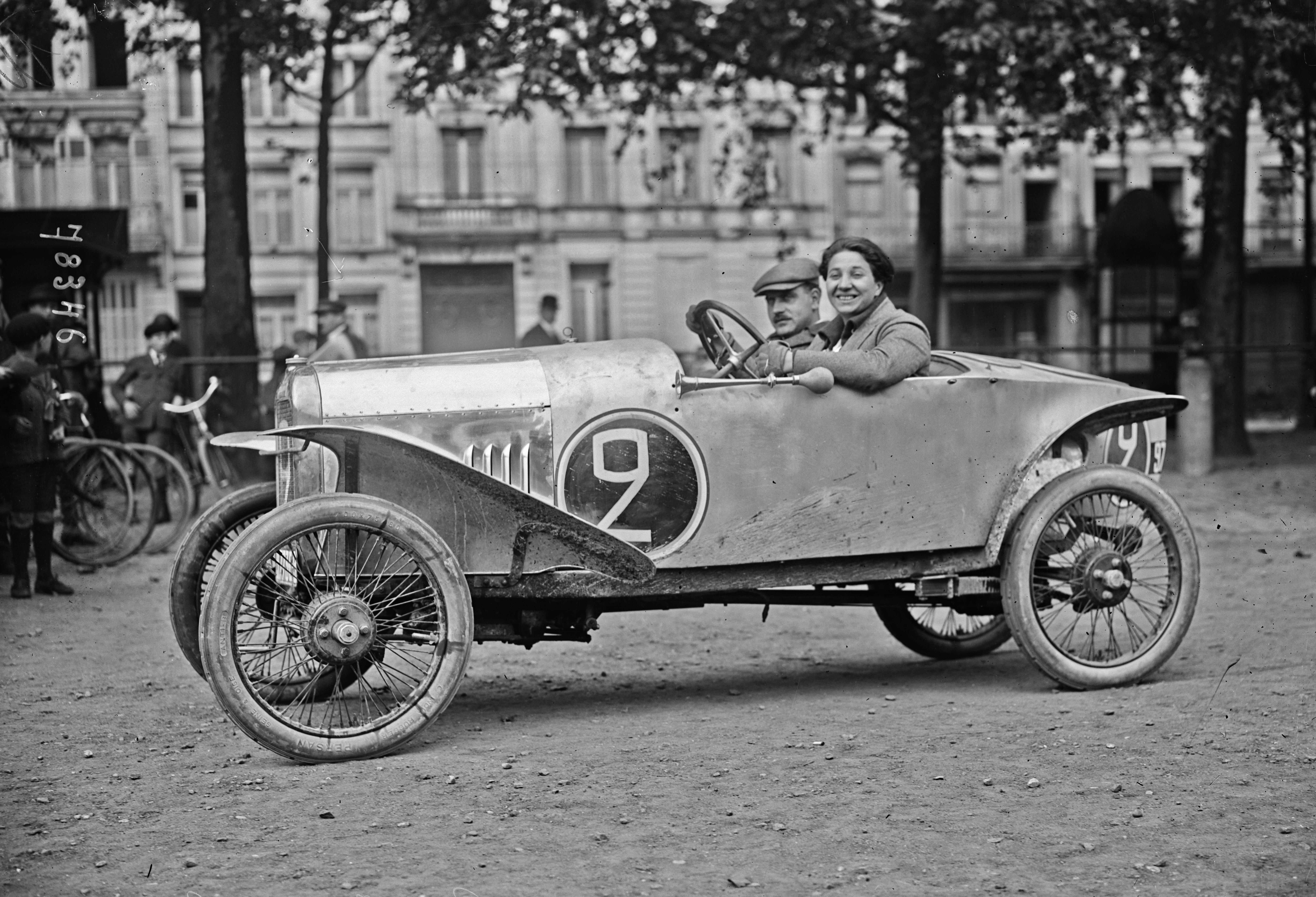
Violette Gouraud-Morris au volant d'une Benjamin en 1922.

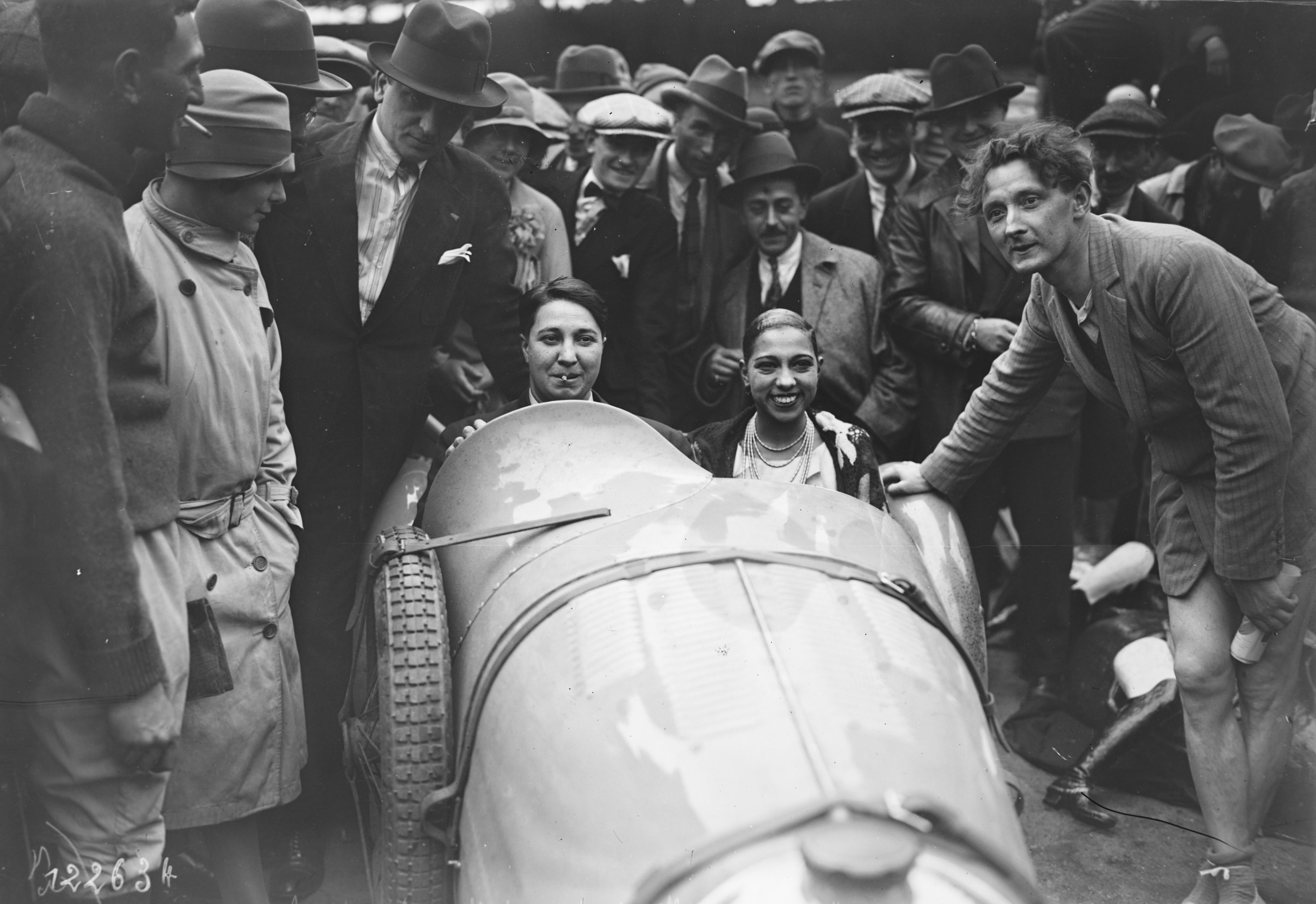
Violette Morris conduit Joséphine Baker en 1927.

Son mari Cyprien Gouraud lui apprend à conduire pendant leur mariage. Inscrite sur une Alva-Sport à la Coupe des Dames en 1921, Violette Gouraud-Morris termine première du concours d'adresse avant de faire un écart sur le concours de régularité qui la fait tomber à la cinquième place au classement général.
En 1927, Violette Morris remporte la course du Bol d'Or à bord d'une voiture B.N.C., battant 18 hommes et parcourant 1 700 km en 24 heures,. En tête après l'abandon de Guy Bouriat dans la 22e heure de course, la pilote remporte la course avec trois tours d'avance.
Elle perd sa licence de pilote en 1927, à l'âge de 34 ans, pour port insistant du costume masculin.

### Procès à la Fédération française sportive féminine
Peu avant les Jeux olympiques d'été de 1928, les premiers où sont programmées des épreuves féminines en athlétisme et alors qu’elle est largement favorite dans plusieurs épreuves, son renouvellement de licence est refusé par la Fédération française sportive féminine. Elle est exclue officiellement sur la base de deux motifs : son homosexualité, résumée en une accusation de comportement inapproprié dans les vestiaires avec les autres sportives, et son port de vêtements masculins. Il est possible que son exigence d’être remboursée pour ses frais de déplacements aux compétitions internationales ait aussi joué un rôle dans le renvoi. D’autres raisons incluent les motifs de sa suspension du football compétitif, sa consommation d’alcool et de tabac, et le fait qu’elle pratique ces sports en short court, sans soutien-gorge, et avec des habits moulant son corps. En réponse, elle porte plainte contre la Fédération française sportive féminine, exigeant d’être réintégrée et de toucher 100 000 francs de dommages et intérêts pour abus de pouvoir.
En 1929, Violette Morris se fait pratiquer une mastectomie bilatérale, affirmant ainsi pouvoir mieux tenir le volant dans un cockpit d’automobile de course. Elle porte depuis un certain temps un binder visant à réduire la taille de sa poitrine, ce qui est assez commun dans les années 1920 en raison de la mode de la poitrine plate ; ses muscles thoraciques sont donc déjà atrophiés. L’opération, effectuée à La Garenne-Colombes par le docteur Cazalis, est médiatisée, avec une couverture médiatique généralement positive.
Le procès a lieu en février 1930 et est très médiatisé. Si elle est jugée pour ses mœurs, la question de l'homosexualité de Violette Morris n'est pas abordée explicitement, l’argumentation se concentrant vite sur son port du pantalon. L’ordonnance du préfet de police de Paris du 16 brumaire an IX (7 novembre 1800) qui règlemente le port du pantalon pour les femmes, pourtant déjà peu utilisée, est mentionnée dans les plaidoiries des avocates de la fédération, Yvonne Netter et Simone Weiler. Morris argumente : « L'habit masculin n'a, à ce que je sache, rien de malséant. J'y suis tenue de par mes obligations professionnelles et tant que les lois de la République française ne m'en empêcheront pas, rien ni personne ne peuvent m'interdire un costume qui, vous en conviendrez, est toujours décent ». Son avocat insiste sur le fait qu’elle a été autorisée à porter un pantalon pendant dix ans et ne reçoit cette interdiction qu’à l’approche des Jeux olympiques. Netter, quant à elle, explique que la fédération se doit de montrer le bon exemple aux jeunes filles. 
Le jugement confirme la radiation de la championne à cause du « déplorable » exemple qu’elle donne à la jeunesse. Le tribunal conclut que « Nous n'avons pas à nous occuper de la façon dont se vêt à la ville et dans ses autres occupations Mme Violette Morris, mais nous estimons que le fait de porter un pantalon n'étant pas d'un usage admis pour les femmes, la FFS avait parfaitement le droit de l'interdire. En conséquence, le tribunal déboute Mme Violette Morris et la condamne aux dépens »,. 
À la suite du procès, Violette Morris aurait confié à un journaliste que « Nous vivons dans un pays pourri par le fric et les scandales […], gouverné par des phraseurs, des magouilleurs et des trouillards. Ce pays de petites gens n’est pas digne de ses aînés, pas digne de survivre. Un jour, sa décadence l’amènera au rang d’esclave, mais moi, si je suis toujours là, je ne ferai pas partie des esclaves. Crois-moi, ce n'est pas dans mon tempérament ». La presse et le grand public sont par ailleurs majoritairement en sa faveur, malgré le jugement. Après le procès, Morris accepte de s’habiller de façon plus féminine pour réintégrer la fédération.

### Reconversion professionnelle et vie culturelle

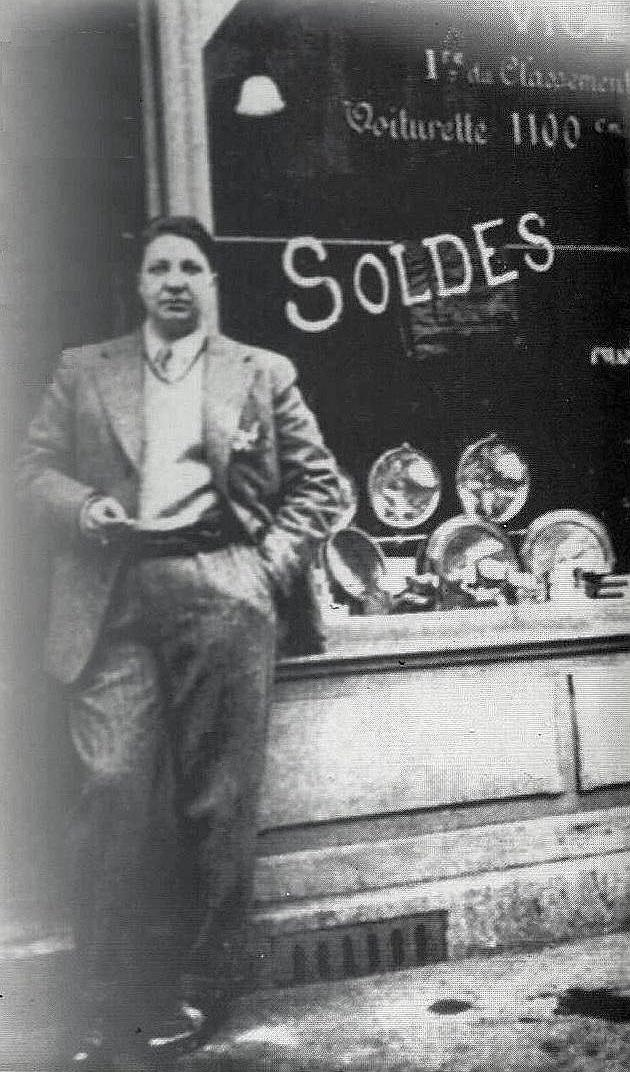
Violette Morris devant son magasin d'accessoires automobiles parisien, porte de Champerret, en 1928.

En 1928, Violette Morris ouvre un magasin d’accessoires automobiles, Spécialités Violette Morris, au 6 rue Roger-Bacon à la porte de Champerret, qu’elle finance avec son héritage.
Au cours du recensement de 1931, Violette Morris s’inscrit sous le nom de Paule. En juillet 1931, elle fait faillite ; le magasin est racheté par le constructeur parisien Bollack, Netter et Cie (BNC) en 1932. Elle se rend alors aux États-Unis, notamment dans la discothèque lesbienne Le Monocle et fréquente Joséphine Baker. Des tabloïds affirment qu’elle a une relation avec Raoul Paoli. En janvier 1933, elle acquiert une péniche, La Mouette, qu’elle installe à Neuilly-sur-Seine et dans laquelle elle vit. Elle décide alors de commencer le chant lyrique, passant parfois à la radio.
Selon l'écrivain Raymond Ruffin, elle est invitée aux Jeux olympiques de Berlin en 1936 et y est approchée par des recruteurs allemands. À partir de 1937, elle se serait livrée à des activités d’espionnage pour le compte de l’Allemagne nazie ; il l’accuse aussi d’être la maîtresse de Heinrich Himmler. Aucune preuve ne corrobore cette thèse ; si elle s’est bien rendue à Berlin en 1936, elle n’est jamais consignée dans le registre des personnes invitées par les dignitaires nazis, contrairement à ce qu’avance Ruffin.
À Noël 1937, elle est arrêtée pour avoir tué un ancien légionnaire à bord de sa péniche, en légitime défense,. Le légionnaire, Joseph Le Cam, est l’amant de la femme de son meilleur ami, et l’a menacée au cours d’une querelle,. Elle est relâchée quatre jours plus tard, la légitime défense étant avérée. En 1939, elle héberge Jean Cocteau sur sa seconde péniche, Le Scarabée, qui est amarrée à La Mouette.

### Seconde Guerre mondiale
Pendant la Seconde Guerre mondiale, Violette Morris est chauffeure de Christian Sarton du Jonchay et réquisitionne l’essence de résistants à Cannes. Elle dirige par ailleurs le garage de la Luftwaffe, sur le boulevard Pershing à Paris, et leur fournit des pièces détachées : elle affirme avoir accepté parce qu’elle rêve de devenir aviatrice et de donner des conférences sur le sport féminin aux États-Unis.
D’après Ruffin, en 1940, Helmut Knochen, chef du service de renseignements de la SS à Paris, l'aurait recrutée afin d'engager des espions, de contrer les réseaux anglais du Special Operations Executive (SOE) et d’infiltrer les réseaux de résistance du Grand Ouest. Toujours selon lui, elle serait passée ensuite, par le biais d’Henri Lafont, à la Gestapo française, rue Lauriston, où elle se serait livrée à la torture, notamment sur des femmes résistantes. Raymond Ruffin considère qu'elle aurait été responsable de secteurs dans les organigrammes de la Gestapo de la rue des Saussaies à Paris de 1942 à 1944. En l'absence de sources écrites pour appuyer ses propos, il dit que Pierre Bonny, dans l’espoir d’anéantir toute trace des forfaits commis par lui et par ses adjoints, aurait détruit méticuleusement archives et dossiers compromettants. Il ajoute qu’elle aurait envoyé des plans partiels de la ligne Maginot aux Nazis.
Cette biographie est contestée par Marie-Jo Bonnet,. La collaboration de Morris est avérée, mais aucune preuve historique ne soutient sa participation à la Gestapo comme tortionnaire ou espionne. 

### Mort
Le 26 avril 1944, Violette Morris est abattue par des maquisards du groupe normand Surcouf au volant de son automobile Citroën Traction Avant alors qu’elle se trouve bloquée par un attelage sur la route D 27 entre Épaignes et Lieurey. Son corps est criblé de balles, comme ceux des cinq autres occupants de la voiture : les époux Bailleul, leurs deux enfants de quatorze et quinze ans et une amie, qu’elle amenait à une communion à Neuilly-sur-Seine,. En septembre 1944, Combat écrit : « Avant d'être exécutée il y a quelques mois par des patriotes, Violette Morris appartenait à la police allemande de la rue des Saussaies ».
Il existe plusieurs thèses à propos des raisons de cet attentat. La première, soutenue par Raymond Ruffin, voit en Violette Morris une collaboratrice dont l’assassinat aurait été commandité soit par l’Intelligence Service, soit par le Bureau central de renseignements et d'action (BCRA). Il s’appuie pour cela sur un ordre venu de Londres en avril 1944 : « Abattre immédiatement et par tous moyens espionne Violette Morris. Fin. » Marie-Jo Bonnet affirme que le télégramme est un faux. Sa propre thèse est qu’il s'agit d'une erreur commise par le maquis normand, qui pensait trouver au volant de la voiture un milicien reconnu. L'essayiste Gérard de Cortanze, dans son livre Une femme qui court, appuie cette théorie en apportant un nouvel éclairage. Selon ses recherches, le gestapiste Alain Boulin initialement visé aurait eu connaissance de l'action prévue par le commando maquisard, demandant alors à Violette Morris de le remplacer dans la voiture. Une troisième théorie suggère qu’il pourrait s’agir d’un crime passionnel maquillé en acte de résistance. 
Les historiennes Marie-Jo Bonnet, Anne Simonin et Christine Bard contestent toutes les trois la théorie de Ruffin sur l’implication de Morris dans la Gestapo. Bard a cependant d’abord soutenu la thèse de Ruffin avant de changer d’avis. Elles soulignent notamment les nombreuses lacunes du livre sur des faits avérés de la vie de Morris pendant l’Occupation : il ne semble pas savoir qu’elle héberge son ami Jean Cocteau, auteur de la pièce Les Monstres sacrés qu'il a écrite à son sujet, qu’elle visite le front pendant la drôle de guerre ou encore qu’elle dirige le garage de la Luftwaffe. Ruffin se serait inspiré du roman d’Auguste Le Breton Les Pègriots, publié en 1973, qui contient deux pages dédiées à Violette Morris et font naître l’expression de « hyène de la Gestapo ». Bonnet, Simonin et Bard affirment que Morris a été diabolisée après sa mort, afin de justifier l’assassinat de deux enfants dans la voiture, qu’elles pensent attaquée par erreur. Il fallait que Morris soit un monstre pour légitimer la mort des enfants, et c’est alors que naît l’image de Morris en « hyène de la Gestapo », qui prendrait plaisir à torturer les femmes. Pour Marie-Jo Bonnet, Violette Morris aurait finalement incarné tous les démons refoulés d'une époque et constitué un bouc-émissaire idéal. 
Elle est inhumée en septembre 1945.

## Palmarès
- Plus de 20 titres nationaux, tous sports confondus[9]
- Une cinquantaine de médailles dans des épreuves nationales et internationales, tous sports confondus[9]
- Plus de 150 rencontres d’athlétisme disputées[9]
- Plus de 200 matchs de football officiels disputés[9]

Athlétisme
- 7 sélections en équipe de France A d’athlétisme, de 1921 à 1926
- Détentrice du record du monde du lancer du poids en 1923 lors du France-Angleterre (10,10 m), 1924 (10,15 m) et 1925 (10,68 m) (poids de 3,628 kg)
- Détentrice du record du monde du lancer du disque en 1924, avec 30,10 m (à Londres)
- Détentrice du record d’Europe au poids à 7 reprises : 1919, 1921 - 3 fois, 1922, 1924 et 1925 (durée 10 ans)
- Détentrice du record d’Europe du lancer du javelot en 1921, avec 41,58 m
- Meilleure athlète mondiale annuelle de la discipline du poids en 1918, 1919, 1921, 1922, 1924 et 1925
- Vainqueur du premier meeting international féminin en 1921, au poids (« Olympiades » de Monte-Carlo, en avril : 16,29 m, RE)
- Vainqueur du premier meeting international féminin en 1921, au javelot également (41,58 m, RE)
- Vainqueur des seconds Jeux féminins en 1922, au poids (17,77 m) et au disque (Monte-Carlo également)
- Médaille d’argent des 1ers Jeux mondiaux féminins en 1922 (officieux Jeux olympiques féminins lors de leur 1re édition), au poids (19,85 m, 2 bras additionnés) (Paris, en août)
- Championne de France au poids à 8 reprises, en 1917 (les Six journées sportives, 1ers championnats de France, lancer à 2 mains de 4 kg : 2 bras additionnés, à 13,92 m), 1919 (RF – 15,14 m), 1920 (RF), 1921 (RF – 16,58 m), 1922 (RF), 1924 (RF, 18,19 m, et 10,15 m à 1 bras), 1925 et 1926
- Championne de France au javelot en 1919 (2 mains additionnées), 1921 (RF – 46,04 m), 1922 (RF) et 1925
- Championne de France au disque en 1920 (RF), 1921, et 1922 (RF)
- Championne de Paris au poids en 1924
- Championne de Paris au disque en 1924

Football
1. Championne de France de football féminin, en 1920 avec l’Olympique de Paris, 1925 avec l’Olympique, et 1926 avec les Cadettes de Gascogne
2. Vice-championne de France en 1921, avec l’Olympique
3. Championne de Paris en 1925 avec l’Olympique
4. Coupe La Française en 1922 et 1925, avec l’Olympique
5. Coupe de Bruges en 1927, avec les Cadettes

Automobile
- Vainqueur du Bol d'or automobile en 1927 (voiturettes de tourisme 1 100 cm3, sur Benjamin) (3e en 1926 (1 100 cm3, sur Benjamin), 4e en 1922 et 1923 (cycle-cars 750 cm3, sur Benjamin)
- Vainqueur du Rallye des Dolomites en 1934 (tourisme, sur BNC)

En catégories:
- Vainqueur du Circuit des routes pavées du Nord en 1922 (cycle-cars sur Benjamin)
- Vainqueur de la course Paris-Les Pyrénées-Paris en 1922 et 1923 (cycle-cars 750 cm3, sur Benjamin)
- Vainqueur du Paris-Nice automobile (Criterium International de Tourisme Paris-Nice) en 1923 (cycle-cars 750 cm3, sur Benjamin)
- Vainqueur du Grand Prix automobile de Saint-Sébastien 1926 (voiturettes de tourisme 1 100 cm3, sur Benjamin)
- Vainqueur du Paris-Nice automobile en 1927 (voiturettes de tourisme 1 100 cm3, sur Benjamin) 
  - 2e du Grand Prix des cycle-cars en 1922 (cycle-cars 750 cm3, sur Benjamin)
  - 2e du Trophée Armangué en 1923, à Tarragone (cycle-cars 750 cm3, sur Benjamin)

Cyclisme
- Meilleure performance mondiale féminine cycliste aux 5 km (derrière stayer : demi-fond derrière motocyclette) en 1924, à deux reprises (à Buffalo, puis au Vélodrome d'hiver en 62,285 km/h)
- Prix d’Andrésy en 1922
- 1re féminine du Grand Prix de Pontoise en 1924

Motocyclisme
- 2e du Paris-Nice motocycliste en 1925

Natation
- 3e de la Traversée de Paris à la nage en 1921
- Vice-championne de France du 1 000 m en 1922.

## Personnalité et style
Consommant deux ou trois paquets de cigarettes américaines par jour, portant le plus souvent un complet gilet-veston d’homme et s’exprimant de façon très vulgaire, elle a pour slogan : « Ce qu’un homme fait, Violette peut le faire ! ». Elle a les cheveux très courts et gominés et porte souvent la cravate. Au cours de sa carrière sportive, son style masculin et ses performances lui valent d’être accusée d’être un homme travesti ; elle est également interdite de participer aux Jeux olympiques d’été de 1928, les premiers avec des épreuves femmes en athlétisme, en raison de sa « conduite inappropriée ».
Elle est l'amie de Jean Marais, Joséphine Baker et Jean Cocteau. Lesbienne, elle sera l'amante pendant plusieurs années de l'actrice Yvonne de Bray, qui vécut avec elle sur une péniche. Cocteau écrira la pièce Les Monstres sacrés à propos du couple Morris-de Bray. Elle compose également une œuvre lyrique, Gisèle fleur d’amour, qu’elle dédie à une amante.